# Evguenia Radanova
Evguenia Radanova (en bulgare : Евгения Раданова), née le 4 novembre 1977 à Sofia, est une patineuse de vitesse sur piste courte et femme politique bulgare.

## Biographie
Radanova commence le patinage de vitesse sur piste courte en 1987 à Sofia. Sa mère, Stoianka, veut l'inscrire en patinage artistique, mais ce n'est pas ce que l'enfant préfère.
En short-track, Radanova se distingue par sa taille d'un mètre soixante-dix, alors que les compétitrices sont habituellement petites et légères. Elle étudie le coaching à l'Académie nationale des sports à Sofia.
Pendant toute sa carrière de patinage de vitesse sur piste courte, Radanova garde le même entraîneur, Ivan Pandov. Elle n'en change que pour ses derniers championnats d'Europe, en 2010.
Elle parle bulgare, anglais et italien.

## Carrière sportive

### Patinage de vitesse sur piste courte

#### Débuts
En 1987, son entraîneur Ivan Pandov l'emmène à sa première compétition à Sofia. Les compétitrices portent toutes des patins de patinage artistique. En 1989, elle participe à sa première compétition internationale et rencontre une patineuse hongroise qui porte des patins de patinage de vitesse sur piste courte : il s'agit de la première fois qu'elle en voit. En 1990, la fédération italienne fait don à la fédération bulgare de 15 paires de patins de short-track pour débutants.
Sa première compétition mondiale est les Championnats du monde 1995, où elle représente la Bulgarie.

#### Domination européenne
En novembre 1998, elle bat le record du monde du 1500 mètres, établi par la Coréenne Kim Yun-mi, de 3 centièmes de secondes. Elle fixe un temps record de 2:25.14 pendant les Championnats du monde de patinage de vitesse sur piste courte à Budapest.
En octobre 2000 à Provo, Radanova subit une collision avec une patineuse chinoise dans le dernier virage de la super-finale de la compétition. Les deux compétitrices restent au sol après la chute : Radanova s'est ouvert le coude droit. Après plusieurs minutes sur la glace, elle est emmenée à l'hôpital. Radanova remporte les Championnats d'Europe de patinage de vitesse sur piste courte de 2000.
Le 19 octobre 2001, elle bat le record du monde du 500 mètres en coupe du monde à Calgary. Son temps est de 43.671 secondes.
Elle remporte les Championnats d'Europe cinq fois d'affilée de 2000 à 2004.
Elle participe aux Jeux olympiques de Salt Lake City en 2002 et y remporte l'argent au 500 mètres et le bronze au 1500 mètres. Elle devient ainsi la première Bulgare à remporter plusieurs médailles aux Jeux olympiques d'hiver.
En 2006, elle reprend son titre de championne d'Europe, puis remporte l'argent du 500 mètres aux Jeux olympiques de Turin.
Enfin, elle gagne encore les Championnats d'Europe en 2007 pour la dernière fois. Sur l'ensemble de sa carrière, elle a remporté 47 médailles, dont 37 d'or, en Championnats d'Europe de patinage de vitesse sur piste courte.

#### Fin de carrière
En 2010, elle arrête sa carrière après les Championnats d'Europe organisés dans sa ville de naissance, Sofia. Elle y annonce qu'elle souhaite se consacrer à l'entraînement de la génération suivante de patineurs de vitesse sur piste courte bulgares.
Aux Jeux olympiques de 2014, elle est commentatrice des épreuves de short-track pour la télévision nationale bulgare.

### Cyclisme sur piste
Après les Jeux olympiques de Salt Lake City, en 2002, Radanova est contactée par un entraîneur de cyclisme sur piste, qui la convainc de tenter sa chance en cyclisme sur piste.
En 2003, elle remporte le sprint aux Championnats du monde de cyclisme sur piste B à Aigle, en Suisse.
En 2004, elle participe au 500 mètres aux jeux d'Athènes en cyclisme sur piste. Elle y arrive en douzième place.

## Carrière politique

### Militantisme sportif
S'étant entraînée en Italie pendant l'essentiel de sa carrière, elle s'élève régulièrement, comme son entraîneur Yulian Angelov, contre le manque d'infrastructures de sports d'hiver en Bulgarie. Elle affirme cependant ne pas vouloir représenter l'Italie, ou tout pays qui ne serait pas la Bulgarie, en compétition.

### Ministère de la Jeunesse et des Sports
Du 6 août au 7 novembre 2014, elle est ministre de la Jeunesse et des Sports dans le 90e gouvernement de Bulgarie, qui est un gouvernement provisoire constitué entre la démission du premier ministre Plamen Orecharski et les élections législatives anticipées du 5 octobre 2014.

## Records et distinctions

### Records
Elle est la première femme bulgare médaillée plusieurs fois à des Jeux d'hiver. Elle est aussi la première femme bulgare à participer aux Jeux olympiques d'hiver et d'été.

### Distinctions
Elle est sacrée Athlète du mois huit fois par le gouvernement bulgare.

## Palmarès
- Jeux olympiques
  -  Médaille d'argent sur 500 m en 2002, aux Jeux olympiques d'hiver de 2002 à Salt Lake City
  -  Médaille d'argent sur 500 m en 2006, aux Jeux olympiques d'hiver de 2006 à Turin
  -  Médaille de bronze sur 1500 m en 2002, aux Jeux olympiques d'hiver de 2002 à Salt Lake City

- Championnats du monde
  -  Médaille d'or sur 500 m en 2000
  -  Médaille d'or sur 1000 m en 2003
  -  Médaille d'argent sur 500 m en 1999
  -  Médaille d'argent sur 1500 m en 2001
  -  Médaille d'argent sur 500 m en 2002
  -  Médaille de bronze en relais sur 3000 m en 1999
  -  Médaille de bronze sur 3000 m en 2001
  -  Médaille de bronze sur 1000 m en 2002
  -  Médaille de bronze en relais sur 3000 m en 2003